# Miedniewice (województwo łódzkie)
Miedniewice – wieś w Polsce położona w województwie łódzkim, w powiecie skierniewickim, w gminie Skierniewice.

## Części wsi
| SIMC    | Nazwa  | Rodzaj    |
| ------- | ------ | --------- |
| 0737605 | Topola | część wsi |

## Historia
Wieś arcybiskupstwa gnieźnieńskiego w ziemi rawskiej województwa rawskiego w 1792 roku.
W latach 1954–1972 wieś należała i była siedzibą władz gromady Miedniewice. W latach 1975–1998 miejscowość administracyjnie należała do województwa skierniewickiego.